# Жукова Наталія Олександрівна
Ната́лія Олекса́ндрівна Жу́кова (нар. 5 травня 1979, Дрезден) — українська шахістка, гросмейстер (2010), заслужений майстер спорту України. Дворазова чемпіонка Європи (2000, 2015), віцечемпіонка світу з бліцу (2012), фіналістка кубка світу ФІДЕ (2000), чемпіонка України 2019 року. У складі жіночої збірної України — переможниця шахової олімпіади 2006 року, чемпіонату світу 2013 року, чемпіонату Європи 2013 року.
Її рейтинг станом на січень 2025 року — 2306 (138-ме місце у світі, 9-те — серед шахісток України).

## Життєпис
Народилася в сім'ї радянського військовика в Дрездені, зростала в Каховці. В 1994 році Жукова в Сомбатгеї перемогла на чемпіонаті Європи серед дівчат до 14 років, наступного року повторила свій успіх на чемпіонаті Європи серед дівчат до 16 років в румунському містечку Беїле-Херкулане і виборола титул чемпіонки світу до 16 років в угорському Сегеді. На чемпіонаті України серед жінок у 1996 році Жукова розділила перше місце. У 1998 році перемогла на турнірах в Белграді та Гронінгені. На 1-му чемпіонаті Європи серед жінок у Батумі в 2000 році обіграла в фіналі росіянку Катерину Ковалевську з рахунком 2½ : 1½ і стала чемпіонкою Європи. У 2003 році перемогла на представницькому турнірі серед жінок кубок Північного Уралу в Краснотур'їнську.
Тренерами Жукової у різні роки були: Валерій Войнаревич, Валерій Тельман, Едуард Будович.
З 1996 року входить до складу збірної України на олімпіадах. У 2006 році в Турині виборола у складі команди золоті медалі.

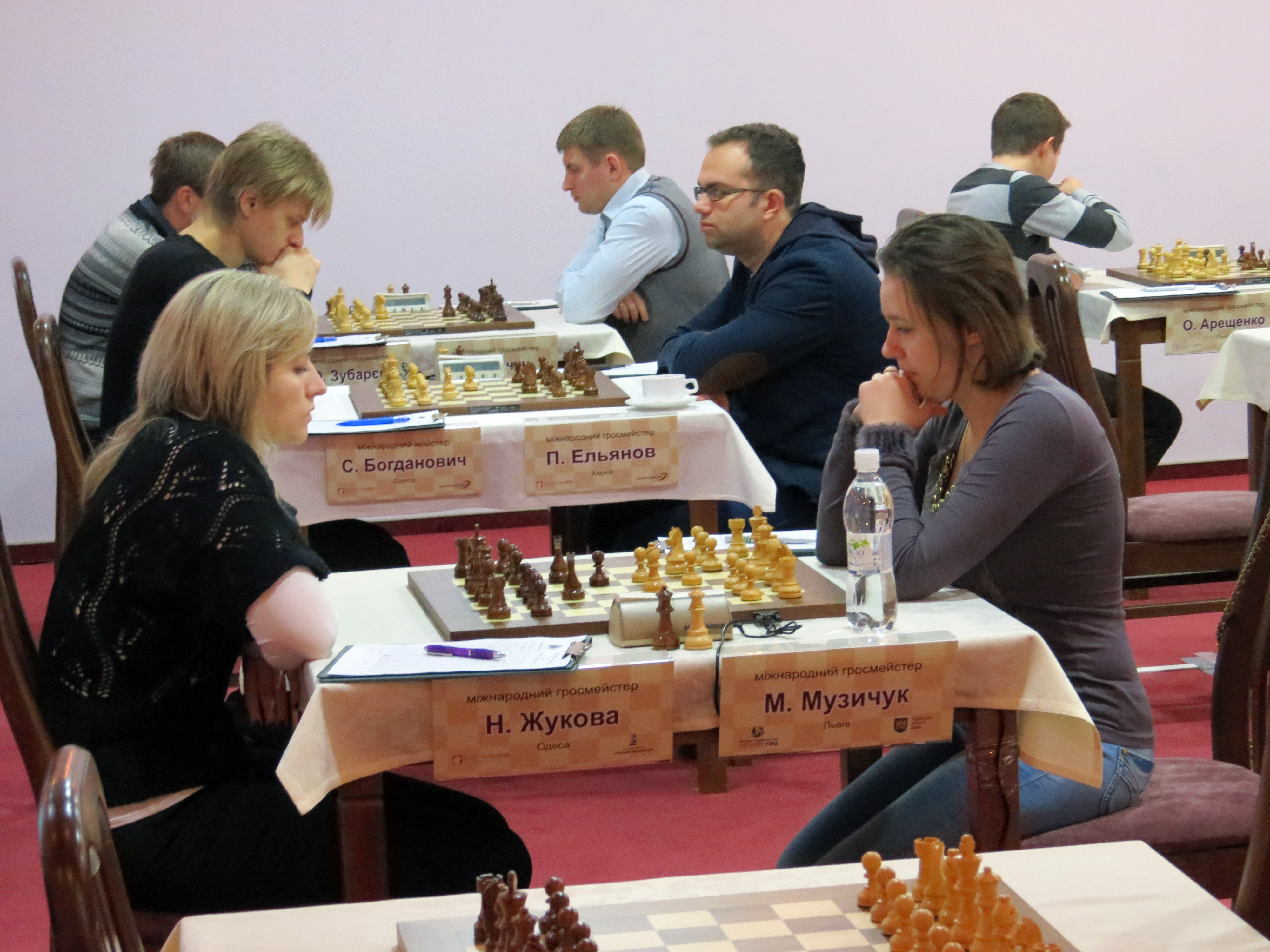
Чемпіонат України 2014 — майбутня чемпіонка Європи Н.Жукова проти майбутньої чемпіонки світу М.Музичук

У 1995 році ФІДЕ присвоїла Наталії Жуковій звання міжнародного майстра серед жінок (WIM), в 1997 гросмейстера серед жінок (WGM) і в 2010 — гросмейстера.

### 2015
У травні 2015 року Жукова вдруге в кар'єрі стала переможницею індивідуального чемпіонату Європи, що проходив у грузинському місті Чакві. Набравши 9½ очок з 11 можливих (+9-1=1), Жукова на ½ очка випередила господарку турніру Ніно Баціашвілі та на 1½ очка росіянку Аліну Кашлінську.
У жовтні 2015 року з результатом 4½ очка з 11 можливих (+1-3=7) розділила 9-11 місця на першому етапі серії гран-прі ФІДЕ, що проходив у Монте-Карло (Монако).
У листопаді 2015 року у складі збірної України Наталія Жукова стала срібною призеркою командного чемпіонату Європи, що проходив у Рейк'явіку. Її індивідуальний показник на турнірі — 2 місце серед шахісток, які виступали на третій шахівниці (6 очок з 8 можливих, турнірний перфоманс — 2556).
У грудні, набравши 4 очки з 9 можливих (+2-3=4), посіла 88 місце на опен-турнірі «Qatar Masters Open 2015».

### 2016
У лютому 2016 року з результатом 5½ очок з 10 можливих (+5=1-4) посіла 76 місце (15 — серед жінок) на міжнародному опен-турнірі Gibraltar Chess Festival 2016, що проходив у Гібралтарі. Крім того, набравши 5½ з 11 очок (+3-3=5), посіла 7 місце на другому етапі серії гран-прі ФІДЕ, що проходив у Тегерані.
У вересні 2016 року в складі збірної України стала бронзовою призеркою шахової олімпіади, що проходила в Баку. Набравши 5 очок з 9 можливих (+3-2=4), Жукова посіла 12 місце серед шахісток, які виступали на 3-й шахівниці.
На початку грудня набравши 5½ з 11 очок (+2-2=7) посіла 8 місце на п'ятому етапі серії гран-прі ФІДЕ, що проходив у Ханти-Мансійську. В загальному заліку серії Гран-прі Жукова посіла 16 місце серед 22 учасниць.
Наприкінці грудня 2016 року на чемпіонаті світу зі швидких та блискавичних шахів, що проходив у м. Доха (Катар), посіла:
 — 31-ше місце на турнірі зі швидких шахів, набравши 4 з 12 очок (+3-7=2),
 — 14-те місце на турнірі з блискавичних шахів, набравши 9½ з 17 очок (+9-7=1).

### 2017
У квітні 2017 року з результатом 7½ з 11 очок (+4-0=7) розділила 4-15 місця (11 місце за додатковим показником) на чемпіонаті Європи, що проходив у Ризі.

### 2018
У жовтні 2018 року Жукова у складі збірної України стала срібною призеркою шахової олімпіади, що проходила в Батумі. Набравши 5½ очок з 9 можливих (+3-1=5), вона посіла 7-ме місце серед шахісток, які виступали на 4-й шахівниці.
У листопаді 2018 року взяла участь у чемпіонаті світу серед жінок, де поступилася в першому колі (1/32 фіналу) китаянці Ні Шицюнь на тайбрейку з загальним рахунком 2½ — 3½.
У грудні 2018 року на чемпіонаті світу зі швидких та блискавичних шахів, посіла:
 — 47-ме місце у турнірі зі швидких шахів, набравши 6½ очок з 12 можливих (+5-4=3),
 — 66-те місце у турнірі з блискавичних шахів, набравши 8½ очок з 17 можливих (+8-8=1).

### 2019
У жовтні-листопаді 2019 року у складі збірної України Жукова посіла 4-те місце на командному чемпіонаті Європи, що проходив у Батумі.
У грудні 2019 року Наталія Жукова вперше стала переможницею чемпіонату України, що проходив у Луцьку. Набравши однакову кількість очок (по 7) з Юлією Осьмак, одеситка обійшла суперницю за додатковим показником.
Наприкінці грудня 2019 року на чемпіонаті світу зі швидких та блискавичних шахів посіла:
 — 82-ге місце у турнірі зі швидких шахів, набравши 5½ очок з 12 можливих (+4-5=3),
 — 18-те місце у турнірі з блискавичних шахів, набравши 10½ очок з 17 можливих (+9-5=3).

## Статистика виступів у складі збірної України
За період 1996—2023 рр. Наталія Жукова зіграла за жіночу збірну України у 30-ти турнірах, зокрема: шахова олімпіада — 12 разів, командний чемпіонат світу — 5 разів, командний чемпіонат Європи — 13 разів. При цьому ставши переможницею всіх трьох командних турнірів, зокрема шахової олімпіади 2004 року, командного чемпіонату світу 2013 року та командного чемпіонату Європи 2013 року. Крім того, в активі Жукової срібло (2008, 2018) та бронза (2012, 2014, 2016) шахових олімпіад, бронза чемпіонату світу 2009 року, а також срібло (2015) та бронза (2009, 2017) чемпіонатів Європи.
Також Наталія здобула 9 індивідуальних нагород (дві золоті, п'ять срібних та дві бронзові).
Загалом у складі збірної України Наталія Жукова зіграла 261 партію (1-й показник), у яких набрала 157½ очок (+96=123-42), що становить 60,3 % від числа можливих очок.
| Рік  | Турнір           | Місто           | Збірна  | Шахів- ниця | Рейтинг | + | = | − | Результат | % очок | Турнірний рейтинг | Командне місце | Особисте місце |
| ---- | ---------------- | --------------- | ------- | ----------- | ------- | - | - | - | --------- | ------ | ----------------- | -------------- | -------------- |
| 1996 | шахова олімпіада | Єреван          | Україна | резерв      | 2335    | 5 | 4 | 2 | 7 з 11    | 63,6   | 2382              | 4              | 10             |
| 1998 | шахова олімпіада | Еліста          | Україна | 1           | 2460    | 3 | 3 | 4 | 4½ з 10   | 45,0   | 2367              | 12             | 46             |
| 1999 | чемпіонат Європи | Батумі          | Україна | 1           | 2462    | 3 | 4 | 1 | 5 з 8     | 62,5   | 2492              | 4              | 7              |
| 2000 | шахова олімпіада | Стамбул         | Україна | 1           | 2450    | 3 | 7 | 1 | 6½ з 11   | 59,1   | 2485              | 4              | 18             |
| 2001 | чемпіонат Європи | Леон            | Україна | 1           | 2441    | 3 | 3 | 1 | 4½ з 7    | 64,3   | 2437              | 10             | 7              |
| 2002 | шахова олімпіада | Блед            | Україна | 1           | 2436    | 3 | 5 | 3 | 5½ з 11   | 50,0   | 2392              | 6              | 50             |
| 2003 | чемпіонат Європи | Пловдив         | Україна | 1           | 2452    | 5 | 2 | 1 | 6 з 8     | 75,0   | 2554              | 6              | +              |
| 2004 | шахова олімпіада | Кальвія         | Україна | 1           | 2481    | 1 | 8 | 3 | 5 з 12    | 41,7   | 2386              | 18             | 64             |
| 2005 | чемпіонат Європи | Гетеборг        | Україна | 1           | 2478    | 2 | 3 | 3 | 3½ з 8    | 43,8   | 2412              | 7              | 18             |
| 2006 | шахова олімпіада | Турин           | Україна | 1           | 2425    | 5 | 5 | 0 | 7½ з 10   | 75,0   | 2517              | Gold           | 8              |
| 2007 | чемпіонат Європи | Іракліон        | Україна | 2           | 2452    | 4 | 2 | 2 | 5 з 8     | 62,5   | 2475              | 4              | 5              |
| 2008 | шахова олімпіада | Дрезден         | Україна | 2           | 2488    | 5 | 4 | 1 | 7 з 10    | 70,0   | 2553              | Silver         | Silver         |
| 2009 | чемпіонат Європи | Новий Сад       | Україна | 2           | 2457    | 2 | 5 | 1 | 4½ з 8    | 56,3   | 2423              | Bronze         | 11             |
|      | чемпіонат світу  | Нінбо           | Україна | 2           | 2457    | 3 | 5 | 1 | 5½ з 9    | 61,1   | 2522              | Bronze         | 4              |
| 2010 | шахова олімпіада | Ханти-Мансійськ | Україна | 2           | 2499    | 2 | 6 | 1 | 5 з 9     | 55,6   | 2375              | 9              | 15             |
| 2011 | чемпіонат Європи | Порто-Каррас    | Україна | 2           | 2427    | 1 | 3 | 3 | 2½ з 7    | 35,7   | 2304              | 4              | 17             |
|      | чемпіонат світу  | Мардін          | Україна | 4           | 2427    | 4 | 4 | 0 | 6 з 8     | 75,0   | 2504              | 5              | Silver         |
| 2012 | шахова олімпіада | Стамбул         | Україна | 3           | 2442    | 5 | 3 | 1 | 6½ з 9    | 72,2   | 2480              | Bronze         | 4              |
| 2013 | чемпіонат світу  | Астана          | Україна | 4           | 2471    | 4 | 4 | 0 | 6 з 8     | 75,0   | 2500              | Gold           | Gold           |
|      | чемпіонат Європи | Варшава         | Україна | 4           | 2466    | 1 | 4 | 2 | 3 з 7     | 42,9   | 2274              | Gold           | 11             |
| 2014 | шахова олімпіада | Тромсе          | Україна | 4           | 2468    | 5 | 5 | 0 | 7½ з 10   | 75,0   | 2512              | Bronze         | Gold           |
| 2015 | чемпіонат світу  | Ченду           | Україна | 4           | 2441    | 2 | 5 | 1 | 4½ з 8    | 56,3   | 2391              | 5              | 6              |
|      | чемпіонат Європи | Рейк'явік       | Україна | 3           | 2480    | 5 | 2 | 1 | 6 з 8     | 75,0   | 2556              | Silver         | Silver         |
| 2016 | шахова олімпіада | Баку            | Україна | 3           | 2475    | 3 | 2 | 4 | 5 з 9     | 55,5   | 2374              | Bronze         | 12             |
| 2017 | чемпіонат світу  | Ханти-Мансійськ | Україна | 2           | 2449    | 1 | 5 | 2 | 3½ з 8    | 43,8   | 2341              | 5              | 7              |
|      | чемпіонат Європи | Крит            | Україна | 2           | 2426    | 4 | 4 | 1 | 6 з 9     | 66,7   | 2513              | Bronze         | Silver         |
| 2018 | шахова олімпіада | Батумі          | Україна | 4           | 2457    | 3 | 5 | 1 | 5½ з 9    | 61,1   | 2362              | Silver         | 7              |
| 2019 | чемпіонат Європи | Батумі          | Україна | резерв      | 2333    | 3 | 2 | 1 | 4 з 6     | 66,7   | 2315              | 4              | 11             |
| 2021 | чемпіонат Європи | Чатеж-об-Саві   | Україна | рез         | 2331    | 4 | 3 | 1 | 5½ з 8    | 68,8   | 2363              | 4              | Bronze         |
| 2023 | чемпіонат Європи | Будва           | Україна | 4           | 2308    | 2 | 4 | 1 | 4 з 7     | 57,1   | 2217              | 4              | 12             |

## Державні нагороди
- Орден княгині Ольги II ст. (23 січня 2016) — за значний особистий внесок у державне будівництво, соціально-економічний, науково-технічний, культурно-освітній розвиток Української держави, справу консолідації українського суспільства, багаторічну сумлінну працю[34]
- Орден княгині Ольги III ст. (16 червня 2006) — за здобуття першого місця на 37-й Всесвітній шаховій олімпіаді, піднесення міжнародного престижу України[35]

## Особисте життя
Була одружена з російським шахістом Олександром Грищуком. У 2007 році народила дочку.
Кандидатка у народні депутати від партії «Рух нових сил» на парламентських виборах 2019 року, № 6 у списку. Спортсменка-інструкторка штатної збірної команди України з шахів державної установи "Управління збірних команд та забезпечення спортивних заходів «Укрспортзабезпечення». Безпартійна.